# Epimastidia sodalis
Epimastidia sodalis är en fjärilsart som beskrevs av Grose-smith och Kirby 1897. Epimastidia sodalis ingår i släktet Epimastidia och familjen juvelvingar. Inga underarter finns listade i Catalogue of Life.